# Бобко, Игорь Анатольевич
Игорь Анатольевич Бобко (род. 9 сентября 1985, Оса, Брестская область) — белорусский футболист, левый полузащитник.

## Биография
Воспитанник ганцевичского футбола, первый тренер — Андрей Андреевич Железный. Взрослую карьеру начинал в любительском клубе «Пищевик» (Ганцевичи) в чемпионате Брестской области.
Профессиональную карьеру начал в клубах второй лиги Белоруссии — «Кобрин», СКВИЧ (Минск), ПМЦ (Поставы), «Городея». С клубом ПМЦ в 2007 году стал победителем второй лиги и провёл следующий сезон в первой, однако по итогам сезона 2008 года клуб понизился обратно и был расформирован. В 2009—2010 годах проходил военную службу.

### «Слуцк»
С лета 2010 года более десяти сезонов выступает за «Слуцк», вместе с клубом поднялся из второй лиги в высшую. В 2010 году стал серебряным призёром второй лиги, в 2013 году — победителем первой лиги. В победном сезоне 2013 года забил 6 голов и отдал 12 результативных передач. Первый матч на высшем уровне сыграл 30 марта 2014 года против «Немана» (Гродно). В июне 2016 года стал капитаном слуцкого клуба. В декабре 2017 года продлил контракт со «Слуцком». В сезоне 2018 продолжал выступать в стартовом составе, однако в сентябре получил травму и вернулся на поле только в последнем матче сезона. В декабре подписал новое соглашение со случанами. Сезон 2019 начинал в стартовом составе, однако позже выбыл из-за травмы и не появлялся на поле до конца сезона. В декабре 2019 года продлил контракт с клубом. 17 января 2022 года покинул клуб после 12 лет выступления в клубе.

### «Барановичи»
24 января 2022 года присоединился к клубу «Барановичи» из первой лиги Беларуси с контрактом до конца сезона 2022 года. Дебютировал за клуб 10 апреля 2022 года против «Осиповичей», отличившись результативной передачей. Стал капитаном команды. Дебютный гол за клуб забил 20 августа 2022 года в матче против «Орши». Закрепился в основной команде клуба, однако по итогу сезона занял последнее место в турнирной таблице. В декабре 2022 года покинул клуб по истечении срока действия контракта.

## Достижения
- Победитель первой лиги Белоруссии: 2013
- Победитель второй лиги Белоруссии: 2007
- Серебряный призёр второй лиги Белоруссии: 2010

## Личная жизнь
Женат на Екатерине Бобко, есть сын Алексей Бобко и дочь Евгения Бобко. Живут в Барановичах.